# Miguel Calmon
Miguel Calmon is een gemeente in de Braziliaanse deelstaat Bahia. De gemeente telt 27.724 inwoners (schatting 2009).

## Aangrenzende gemeenten
De gemeente grenst aan Jacobina, Morro do Chapéu, Piritiba, Serrolândia, Várzea do Poço en Várzea Nova.